# Паново (Тотемський район)
Пано́во (рос. Паново) — присілок у складі Тотемського району Вологодської області, Росія. Входить до складу Калінінського сільського поселення.

## Населення
Населення — 24 особи (2010; 30 у 2002).
Національний склад (станом на 2002 рік):
- росіяни — 97 %